# Luis Fonsi
Luis Fonsi (* 15. dubna 1978 San Juan), pravým jménem Luis Alfonso Rodríguez López-Cepero, je portorický zpěvák, skladatel a herec. Nejvíce se proslavil písní „Despacito“, jež se stala celosvětovým hitem a díky které vyhrál čtyři Latin Grammy Awards. Na této skladbě spolupracoval s rapperem Daddym Yankeem.

## Začátky kariéry
Od svého dětství byl členem chlapecké kapely Menudo. Fonsiho první sólové album Comenzaré, které bylo vydáno roku 1998, získalo značný úspěch na Portoriku a v celé Latinské Americe.
V roce 2019 vydal album Vida, ve kterém měl například skladbu Échame La Culpa s americkou zpěvačkou Demi Lovato, která účinkovala jako hudební doprovod.

## Diskografie

### Studiová alba
- Comenzaré, 1998
- Eterno, 2000
- Amor Secreto, 2002
- Fight the Feeling, 2002
- Abrazar la Vida, 2003
- Paso a Paso, 2005
- Palabras del Silencio, 2008
- Tierra Firme, 2011
- 8, 2014

### Kompilační alba
- Éxitos 98:06, 2006
- 6 Super Hits, 2009
- Romances, 2013
- 2En1, 2017
- Despacito & Mis Grandes Éxitos, 2017

### Remixová alba
- Remixes, 2001

### DVD
- Luis Fonsi Live, 2004
- Éxitos 98:06 Los Videos, 2006

## Turné
- Comenzaré Tour (1998–1999)
- Eterno Tour (2000–2001)
- Amor Secreto Tour (2002)
- Abrazar la vida Tour (2003–2004)
- Paso a Paso Tour (2005–2006)
- Palabras del Silencio Tour (2009–2010)
- Tierra Firme Tour (2011–2013)
- Somos Uno Tour (2014–2015)
- Love + Dance World Tour (2017)

## Osobní život
Dne 3. června 2006 vstoupil do manželství s herečkou Adamari López. Manželství bylo rozvedeno dne 8. listopadu 2010. Se svoji druhou manželkou Águedou López mají dceru Mikaelu López-Cepero, která se narodila dne 20. prosince 2011 v Miami na Floridě.